# Pajukurmu
Pajukurmu is een plaats in de Estlandse gemeente Luunja, provincie Tartumaa. De plaats heeft de status van dorp (Estisch: küla) en telt 26 inwoners (2021).
Bij Pajukurmu staat de hoogste radiomast van Estland, 250 meter hoog en gebouwd in 2000.

## Geschiedenis
Pajukurmu lag op het terrein van het landgoed Kavastu. Het werd in 1866 voor het eerst genoemd onder de Russische naam Кедде (Kedde, Estisch: Kede). In de jaren dertig van de 20e eeuw werd Pajukurmu de officiële naam van het dorp.
Bij de gemeentelijke herindeling van 1977 werd het buurdorp Sootaga bij Pajukurmu gevoegd.